# Cité du Labyrinthe
La cité du Labyrinthe est une voie du 20e arrondissement de Paris, en France.

## Situation et accès
La cité du Labyrinthe est une voie publique située dans le 20e arrondissement de Paris. Elle débute au 24, rue de Ménilmontant et se termine au 35, rue des Panoyaux. Cette voie, percée lors de la Commune de Paris, porte le nom de « cité du Labyrinthe » par arrêté du 1er février 1877 et est ouverte à la circulation publique selon un arrêté du 23 juin 1959. Selon la nomenclature de la Ville de Paris, elle mesure 217 mètres de long pour 3 de large.

## Origine du nom
Elle porte ce nom car elle forme de nombreux détours.

## Historique

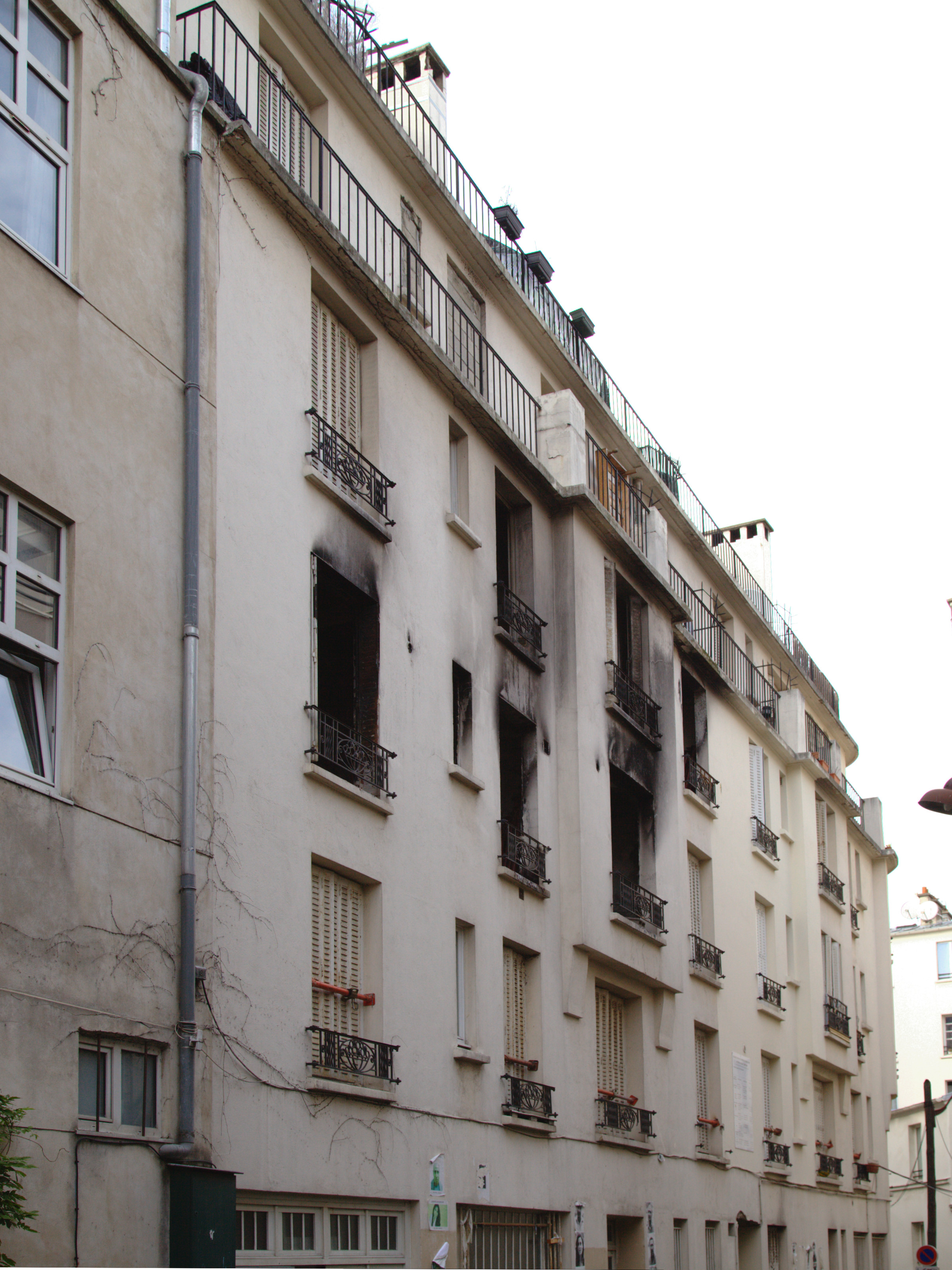
Le no 6 en octobre 2012.

Cette voie prend sa dénomination actuelle par un arrêté du 1er février 1877 et est ouverte à la circulation publique par un arrêté du 23 juin 1959.
En 2004 ont été inaugurés de nouveaux ateliers pour loger les artistes des ateliers de Ménilmontant situés rue des Panoyaux.
Dans la nuit du 14 avril 2011, un incendie se déclare au no 6 de la cité, faisant 5 morts et 6 blessés graves. L'incendie mobilise 300 pompiers qui voient leur intervention rendue difficile par la vétusté de l'immeuble, l'étroitesse du passage et surtout l'absence de bouches à incendie. L'enquête ouverte par le parquet de Paris révélera que l'incendie est d'origine criminelle. En avril 2012, une année après l'incendie, l'immeuble est toujours vide. Depuis novembre 2013, l'immeuble est à nouveau habitable. Ayant été rénové, il accueille dorénavant de nouveaux locataires.
En janvier 2015, la Cité du Labyrinthe est classée dans le domaine public[réf. nécessaire], ce qui signifie que la voirie est désormais entretenue par la mairie de Paris. 
De 2017 à 2018, d'importants travaux de voirie (réseaux électricité et assainissement, pavage, embellissement) sont entrepris, donnant à la cité du Labyrinthe sa physionomie actuelle.

## Bâtiments remarquables et lieux de mémoire
- La cité du Labyrinthe a été utilisée comme décor naturel pour le film Black Mic-Mac.